# Мелилло, Анджела
Анжела Мелилло (итал. Angela Melillo; род. 1967) — итальянская модель, актриса и телеведущая.

## Биография
Начала карьеру в шоу-бизнесе в качестве танцовщицы, но её воодушевление сразу подсказало, что у неё больше навыков и сильное желание проявить себя. В сезоне 1991/1992 она была танцовщицей в Il TG delle Vacanze, где танцевала с Габриэллой Лабате, и на различных шоу в Багаглино, сначала как танцовщица в Крем-карамель е Роза розовая, а позже как примадонна в Tutte pazze per Silvio, Аль Багаглино, Марамео и Ми согласия.
В 1992 году она присоединилась к Тео Теоколи и Джено Ньокки в проведении первого издания Scherzi a parte, на Italia 1. С 1999 по 2001 она присоединилась к Паоло Лимити в проведении Все должное на RAI 1.
Помимо телевизионной карьеры, с 2000 по 2005 год она участвовала в нескольких сериалах Mediaset и Rai TV: La casa delle beffe, Ошибки любви, La Palestra и Il maresciallo Rocca.
В 2004 году она была в числе участниц реалити-шоу Rai 2. Крот, который она выиграла, доказав свою способность преодолевать тяжелые психофизические тесты. В 2004—2005 годах была в постоянном составе театра. Доменика в.
В 2006 году исполнила роль Тицианы Пальме в мыльной опере «Рай 1». Sottocasa. В 2007 году она сыграла роль принцессы Луизы ди Кариньяно в телесериале. Дочь Элизы — Возвращение-в-Ривомброза, режиссёр Стефано Аллева. С 11 октября 2010 года она заменила Луану Равеньини в качестве соведущей шоу Rai Due ТВ мания рядом с Симоне Анниккиарико. Однако после выхода второй серии программу отменили из-за низких рейтингов. В октябре 2016 года снялась в театральной комедии. Una fidanzata per papà с Сандра Майло, Савино Заба и Стефано Антонуччи.

## Личная жизнь
Была замужем за ресторатором Эцио Бастианелли (они поженились в 2006 году), но в 2013 году пара рассталась. В 2008 году родилась дочь Мия. 14 октября 2022 года вышла замуж за римского адвоката Чезаре Сан-Мауро.

## Телевидение

### Танцы
- «Cocco»(1989)
- «Сегодня я брошусь»(«Stasera mi butto»)(1990)
- Crème Caramel (1991—1992)
- «Il TG delle vacanze» (1991—1992)
- «Шутки в сторону» («Scherzi a parte»)(1992)
- «Il grande gioco dell’oca» (1993)
- «Голос за Сан-Ремо»(«Una voce per Sanremo») (1993)
- «Приветствия и поцелуи»(«Saluti e baci»)(1993)
- «Bucce di banana» (1994)
- «Beato tra le donne» (1994)
- «Большой Кофе»(«Gran Caffè»)(1998)
- «La zingara» (1999)

### Другое
- Il grande gioco del Mercante in fiera (Tmc, 1996)
- Alle due su Rai Uno (Rai 1, 1999—2000) — Co-presenter
- Sereno variabile (Rai 2, 2001) — Co-presenter
- Marameo (Canale 5, 2002)
- Mi consenta (Canale 5, 2003)
- La Talpa (Rai 2, 2004) — Competitor, won
- Domenica in (Rai 1, 2004—2005) — Co-presenter
- Facce ride Show (Rete 4, 2006)
- Bellissima — Cabaret anti crisi (Canale 5, 2009)
- TV Mania (Rai 2, 2010) — Permanent guest

## Фильмография
| Год  | Название               |
| ---- | ---------------------- |
| 2009 | Impotenti esistenziali |
| 2016 | Al posto tuo           |

## Театр
- "Tre Tre Giù Giulio"  поставлено Пьером Франциско Пиньеторэ
- "La Vedova Allegra" поставлено Джино Ланди
- "Troppa Trippa" поставлено Пьером Франциско Пиньеторэ
- "Crem Caramel" поставлено Пьером Франциско Пиньеторэ
- "Mavaffallopoli" поставлено Пьером Франциско Пиньеторэ
- "Tutte pazze per Silvio" поставлено Пьером Франциско Пиньеторэ
- "Romolo e Remolo" поставлено Пьером Франциско Пиньеторэ
- "Facce ride show" поставлено Пьером Франциско Пиньеторэ
- "Miracolo a teatro" поставлено Дж. Лигори
- "Fashion e confucion" [sic] поставлено П. Меллучи
- "Una fidanzata per papà" поставлено П. Морикони

## Семья
Первый муж (2006—2013) — Эцио Бастианелли (итал. Ezio Bastianelli), ресторатор.
Дочь Миа (род. 30 мая 2008)
Второй муж (14 октября 2022) — Чезаре Сан Мауро (итал. Cesare San Mauro), адвокат.